# Thomas le Despenser
Thomas le Despenser, I conde de Gloucester (22 de septiembre de 1373 - 13 de enero de 1400) fue el hijo y sucesor de Edward le Despenser, I barón le Despencer, a quien sucedió en 1375.

## Intrigas reales
Despenser fue un apoyo de Ricardo II de Inglaterra contra su tío, Tomás de Woodstock, duque de Gloucester, y los Lords Appellant, por lo que se le recompensó con el condado de Gloucester en 1397.
A pesar de esto, apoyo a Enrique Bolingbroke a convertirse en Enrique IV tras derrocar al rey Ricardo. Esto no impidió que el nuevo monarca despojase a Despenser de su condado, ya que lo había recibido por su papel en la muerte de Gloucester.
Tomó parte en un complot para restaurar al rey Ricardo y asesinar a Enrique IV, el cual falló por la traición de Eduardo de Norwich, II duque de York. Tras huir a los condados del este, leales al rey capturaron y asesinaron a varios conspiradores; Despenser fue detenido en Bristol, donde fue decapitado el 13 de enero de 1400.

## Descendencia
Thomas le Despenser se casó con Constanza, hija de Edmundo de Langley, I duque de York, y la infanta Isabel de Castilla. Su descendencia fue:
- Richard le Despenser, IV barón Burghersh (1396 - 1414). Se casó con Lady Eleanor Neville (c. 1397 - 1472), hija de Ralph Neville, conde de Westmorland (c. 1364 – 1425), y su segunda esposa Joan Beaufort, hija a su vez de Juan de Gante, duque de Lancaster, y Catalina de Roet-Swynford. Murió joven y sin descendencia.
- Elizabeth (c. 1398), murió joven
- Edward le Despenser (nacido antes de 1400), murió joven
- Hugh le Despenser (c. 1400& - 1401)
- Isabel, nacida tras la ejecución de su padre. Casada con Richard Beauchamp, conde de Worcester (1394-1422), padre de su hija Elizabeth. Al enviudar, se casó con Richard de Beauchamp, XIII conde de Warwick (1382-1439), con quien fue madre de Henry de Beauchamp, duque de Warwick y Ana de Beauchamp, XVI condesa de Warwick.